# 草麻黄
草麻黄（学名：Ephedra sinica）为麻黄科麻黄属下的一个种。其种加词sinica，意为“中华的”。

## 外部連結
- 麻黃 Mahuang 中藥材圖像數據庫 (香港浸會大學中醫藥學院)